# Willa przy ul. Adama Mickiewicza 25a w Bierutowie
Willa przy ul. Adama Mickiewicza 25a w Bierutowie – willa znajdująca się w Bierutowie przy ul. Adama Mickiewicza 25a (i zarazem przy DW396) o wystroju secesyjnym, zbudowana w 1906 przy ówczesnej ulicy Brzeskiej.
Jest to dawna willa Rosenthalla. Posiada zaokrąglone poddasze. Rosenthall był właścicielem młyna, który znajdował się na tyłach jego willi. Młyn ten spalono po wojnie, a jeszcze przez długie lata przez polską ludność był błędnie nazywany fabryką leków. 
Willa została powiększona w 1989 (o bliźniaczą od frontu część). Obecnie jest siedzibą oddziału Banku Spółdzielczego z Oleśnicy.